# Tyskland i olympiska vinterspelen 2014
Tyskland deltog i de olympiska vinterspelen 2014 i Sotji, Ryssland, med en trupp på 153 atleter fördelat på 15 sporter. Fanbärare av den tyska truppen på invigningen i Sotjis Olympiastadion var utförsåkaren Maria Höfl-Riesch.

## Medaljörer
| Medalj | Namn                                                         | Sport               | Gren                                     | Datum            |
| ------ | ------------------------------------------------------------ | ------------------- | ---------------------------------------- | ---------------- |
| Guld   | Felix Loch                                                   | Rodel               | Herrarnas singel                         | 9 februari 2014  |
| Guld   | Maria Höfl-Riesch                                            | Alpin skidåkning    | Damernas superkombination                | 10 februari 2014 |
| Guld   | Natalie Geisenberger                                         | Rodel               | Damernas singel                          | 11 februari 2014 |
| Guld   | Carina Vogt                                                  | Backhoppning        | Damernas normalbacke                     | 11 februari 2014 |
| Guld   | Eric Frenzel                                                 | Nordisk kombination | Herrarnas normalbacke/10 km              | 12 februari 2014 |
| Guld   | Tobias Wendl Tobias Arlt                                     | Rodel               | Herrarnas dubbel                         | 12 februari 2014 |
| Guld   | Natalie Geisenberger Felix Loch Tobias Wendl Tobias Arlt     | Rodel               | Mixat lag                                | 13 februari 2014 |
| Guld   | Severin Freund Marinus Kraus Andreas Wank Andreas Wellinger  | Backhoppning        | Herrarnas lagtävling                     | 17 februari 2014 |
| Silver | Tatjana Hüfner                                               | Rodel               | Damernas singel                          | 11 februari 2014 |
| Silver | Erik Lesser                                                  | Skidskytte          | Herrarnas distans                        | 13 februari 2014 |
| Silver | Maria Höfl-Riesch                                            | Alpin skidåkning    | Damernas super-G                         | 15 februari 2014 |
| Silver | Fabian Rießle Björn Kircheisen Johannes Rydzek Eric Frenzel  | Nordisk kombination | Herrarnas lagtävling stor backe/4 × 5 km | 20 februari 2014 |
| Silver | Anke Karstens                                                | Snowboard           | Damernas parallellslalom                 | 22 februari 2014 |
| Silver | Daniel Böhm Erik Lesser Arnd Peiffer Simon Schempp           | Skidskytte          | Herrarnas stafett                        | 22 februari 2014 |
| Brons  | Aliona Savchenko Robin Szolkowy                              | Konståkning         | Paråkning, friåkning                     | 12 februari 2014 |
| Brons  | Stefanie Böhler Nicole Fessel Denise Herrmann Claudia Nystad | Längdskidåkning     | Damernas stafett, 4 × 5 km               | 15 februari 2014 |
| Brons  | Viktoria Rebensburg                                          | Alpin skidåkning    | Damernas storslalom                      | 18 februari 2014 |
| Brons  | Fabian Rießle                                                | Nordisk kombination | Herrarnas stora backe/10 km              | 18 februari 2014 |
| Brons  | Amelie Kober                                                 | Snowboard           | Damernas parallellslalom                 | 22 februari 2014 |

| Medaljer efter sport | Medaljer efter sport | Medaljer efter sport | Medaljer efter sport | Medaljer efter sport |
| -------------------- | -------------------- | -------------------- | -------------------- | -------------------- |
| Sport                | 1                    | 2                    | 3                    | Totalt               |
| Alpin skidåkning     | 1                    | 1                    | 1                    | 3                    |
| Skidskytte           | 0                    | 2                    | 0                    | 2                    |
| Längdskidåkning      | 0                    | 0                    | 1                    | 1                    |
| Konståkning          | 0                    | 0                    | 1                    | 1                    |
| Rodel                | 4                    | 1                    | 0                    | 5                    |
| Nordisk kombination  | 1                    | 1                    | 1                    | 3                    |
| Backhoppning         | 2                    | 0                    | 0                    | 2                    |
| Snowboard            | 0                    | 1                    | 1                    | 2                    |
| Totalt               | 8                    | 6                    | 5                    | 19                   |

| Medaljer efter sport | Medaljer efter sport | Medaljer efter sport | Medaljer efter sport | Medaljer efter sport |
| -------------------- | -------------------- | -------------------- | -------------------- | -------------------- |
| Sport                | 1                    | 2                    | 3                    | Totalt               |
| Alpin skidåkning     | 1                    | 1                    | 1                    | 3                    |
| Skidskytte           | 0                    | 2                    | 0                    | 2                    |
| Längdskidåkning      | 0                    | 0                    | 1                    | 1                    |
| Konståkning          | 0                    | 0                    | 1                    | 1                    |
| Rodel                | 4                    | 1                    | 0                    | 5                    |
| Nordisk kombination  | 1                    | 1                    | 1                    | 3                    |
| Backhoppning         | 2                    | 0                    | 0                    | 2                    |
| Snowboard            | 0                    | 1                    | 1                    | 2                    |
| Totalt               | 8                    | 6                    | 5                    | 19                   |

| Medaljer efter datum | Medaljer efter datum | Medaljer efter datum | Medaljer efter datum | Medaljer efter datum | Medaljer efter datum |
| -------------------- | -------------------- | -------------------- | -------------------- | -------------------- | -------------------- |
| Dag                  | Datum                | 1                    | 2                    | 3                    | Totalt               |
| Dag 1                | 8 februari           | 0                    | 0                    | 0                    | 0                    |
| Dag 2                | 9 februari           | 1                    | 0                    | 0                    | 1                    |
| Dag 3                | 10 februari          | 1                    | 0                    | 0                    | 1                    |
| Dag 4                | 11 februari          | 2                    | 1                    | 0                    | 3                    |
| Dag 5                | 12 februari          | 2                    | 0                    | 1                    | 3                    |
| Dag 6                | 13 februari          | 1                    | 1                    | 0                    | 2                    |
| Dag 7                | 14 februari          | 0                    | 0                    | 0                    | 0                    |
| Dag 8                | 15 februari          | 0                    | 1                    | 1                    | 2                    |
| Dag 9                | 16 februari          | 0                    | 0                    | 0                    | 0                    |
| Dag 10               | 17 februari          | 1                    | 0                    | 0                    | 1                    |
| Dag 11               | 18 februari          | 0                    | 0                    | 2                    | 2                    |
| Dag 12               | 19 februari          | 0                    | 0                    | 0                    | 0                    |
| Dag 13               | 20 februari          | 0                    | 1                    | 0                    | 1                    |
| Dag 14               | 21 februari          | 0                    | 0                    | 0                    | 0                    |
| Dag 15               | 22 februari          | 0                    | 2                    | 1                    | 2                    |
| Dag 16               | 23 februari          | 0                    | 0                    | 0                    | 0                    |
| Totalt               | Totalt               | 8                    | 6                    | 5                    | 19                   |